# Freddie Mwila Junior
Freddie Mwila Junior (1º ottobre 1974 – Il Cairo, 22 marzo 2009) è stato un calciatore zambiano.

## Biografia
Era il figlio di Freddie Mwila Senior, anch'egli calciatore, è deceduto al Cairo a seguito di un malore, lasciando la moglie tre figli.

## Carriera

### Club
Ha giocato tra il 1997 e 2004 nel Nkana, ad esclusione di un breve periodo con gli egiziani del Zamalek. Con il Nkana ha vinto due campionati zambiani, una Coppa dello Zambia, tre Zambian Challenge Cup ed una Zambian Charity Shield.

### Nazionale
Ha giocato nella nazionale di calcio dello Zambia.

## Palmarès

### Calciatore
- Zambian Challenge Cup: 3
- Nkana: 1998, 1999, 2000
- Campionato zambiano: 2
- Nkana: 1999, 2001
- Coppa dello Zambia: 1
- Nkana: 2000
- Zambian Charity Shield: 1
- Nkana: 2000